# Splendrillia disjecta
Splendrillia disjecta é uma espécie de gastrópode do gênero Splendrillia, pertencente a família Drilliidae.